# Kretniczek
Kretniczek (Scapanulus) – rodzaj ssaków z podrodziny grzebaczów (Scalopinae) w obrębie rodziny kretowatych (Talpidae).

## Zasięg występowania
Rodzaj obejmuje jeden żyjący współcześnie gatunek występujący w środkowej Chińskiej Republice Ludowej.

## Morfologia
Długość ciała (bez ogona) 80–91 mm, długość ogona 35–49 mm; brak danych dotyczących masy ciała.

## Systematyka
Rodzaj zdefiniował w 1912 roku angielski zoolog Oldfield Thomas na łamach The Annals and Magazine of Natural History. Na gatunek typowy Thomas wyznaczył (oryginalne oznaczenie) kretniczka chińskiego (S. oweni).

### Etymologia
Scapanulus: rodzaj Scapanus Pomel, 1848 (kretnik); łac. przyrostek zdrabniający -ulus.

### Podział systematyczny
Do rodzaju należy jeden występujący współcześnie gatunek:
- Scapanulus oweni O. Thomas, 1912 – kretniczek chiński

Opisano również gatunek wymarły z miocenu dzisiejszej Tajlandii:
- Scapanulus lampounensis Mein & Ginsburg, 1997